# Tuhelj
 Tuhelj  falu és község Horvátországban Krapina-Zagorje megyében. Közigazgatásilag Banska Gorica, Črešnjevec, Glogovec Zagorski, Lenišće, Lipnica Zagorska, Pristava, Prosenik, Sveti Križ, Trsteno és Tuheljske Toplice települések tartoznak hozzá.

## Fekvése
Zágrábtól 36 km-re északnyugatra a Horvát Zagorje északnyugati részén, a szlovén határ közelében fekszik. 

## Története
A település első írásos említése 1402-ben történt. Neve az ősszláv "tuhl" szóból származik, mely eredetileg mély, nedves helyet jelentett. Tuhelj, mely a cesargradi uradalom része volt, már a középkor óta a vidék egyházi, igazgatási és kulturális központja. Szűz Mária tiszteletére szentelt temploma 1334 és 1395 között épült, mivel 1334-ben még nem említik a zágrábi káptalan templomai  között, viszont 1395-ben már név szerint említik papját a kaproncai János fia Pétert. Plébániája a vrboveci főesperesség része volt és több mint 600 éves múltra tekint vissza. Az első említését tartalmazó oklevél szerint 1402 október 21-én Usk Ádám szentszéki bíró ítélkezik egy három évvel korábban történt bűntény ügyében. Ekkor történt ugyanis, hogy egy Mikulin Illés nevű pap Zsigmond zagorjei kapitány és a szomszédos krapinai, donja stubicai és radoboji plébánosok segítségével kirabolta Péter tuhelji plébánost. Elvitték borát, gabonáját, ruháit és 800 magyar forintját. A támadók betörtek a paplakba is, őt magát elhurcolták és miután megkínozták Krapinán tartották fogságban. Csak azután engedték el, hogy megesküdött, feladja plébániáját, nem fordul bírósághoz és erre száz ezüstöt is letesz biztosítékként. A plébános ezután Mihovljanba menekült, mert félt a további támadásoktól. A települést 1399-ben Luxemburgi Zsigmond az uradalommal együtt a Cillei családnak adta, majd kihalásuk után 1463-ban Mátyás király adományából Baumkirchner Andrásé lett. Ekkor Tuhelj egyike volt a cesargradi uradalomhoz tartozó nyolc falunak. Későbbi  birtokosai Corvin János, majd 1521-től az Erdődyek voltak. Az 1598-as adóösszeírás szerint a falu területe a cesargradi uradalom részeként az Erdődy család birtoka volt, plébániájához pedig 17 falu tartozott. 
A településnek 1857-ben 176, 1910-ben 284 lakosa volt. Trianonig Varasd vármegye Klanjeci járásához tartozott. A településnek 2001-ben 216 lakosa volt.

## Nevezetességei
- A Nagyboldogasszony tiszteletére szentelt plébániatemploma[2] 1395-ben már állt. Legrégebbi részei alapján eredetileg gótikus stílusú volt. Az 1402-es feljegyzés szerint harangtornya, harangja, keresztelő medencéje volt és temető övezte. A mai templomot Petar Petretić zágrábi püspök szentelte fel, legutóbbi megújítása 2001-ben történt. Egyik belső falán nagy bronz feszület látható, amely Antun Augustinčić akadémiai szobrászművész ajándéka barátjának Marcel Novak plébánosnak.

- A régi temető feletti dombon álló Szent József-kápolna[3]  első említése 1727-ben történt. A kápolna egy négyzet alaprajzú, a nyugati homlokzat előtt álló harangtoronyból, egy kis téglalap alakú hajóból és egy téglalap alakú szentélyből áll, amelyet háromoldalú apszis zár le és két támpillér támaszt meg. A szentélytől északra található a sekrestye. A főhomlokzat háromszögű oromzatban zárul, nyílások vagy építészeti díszítés nélkül, így a középtengelyben elhelyezkedő harangtorony uralja. Külön érdekességa a sekrestye késő gótikus portálja és a késő barokk főoltár.

## Külső hivatkozások
- Hivatalos oldal
- Tuhelj a megye turisztikai oldalán
- Az alapiskola honlapja
- Képek a településről